# 根皮素
根皮素是一种有机化合物，分子式C15H14O5，属于二氢查耳酮型黄酮类化合物，存在于苹果树的叶片，以及东北杏（Prunus mandshurica）等物种中。